# Karang Indah
Karang Indah is een bestuurslaag in het regentschap Ogan Komering Ulu Selatan van de provincie Zuid-Sumatra, Indonesië. Karang Indah telt 320 inwoners (volkstelling 2010).